# Blaesoxipha gibberis
Blaesoxipha gibberis är en tvåvingeart som beskrevs av Thomas Pape 1994. Blaesoxipha gibberis ingår i släktet Blaesoxipha och familjen köttflugor.
Artens utbredningsområde är New Mexico. Inga underarter finns listade i Catalogue of Life.